# Kapfenberger Sportvereinigung
Il Kapfenberger Sportvereinigung, chiamato comunemente Kapfenberger SV, Kapfenberger, Kapfenberg o con la sigla KSV, è una società polisportiva austriaca di Kapfenberg, in Stiria. Essa è principalmente conosciuta per la sezione calcistica, la quale milita in Erste Liga, la seconda serie del campionato austriaco di calcio.
Fondato nel 1919 come Kapfenberger SC, ha assunto la denominazione attuale il 23 marzo 1947. Le altre sezioni del club sono di pallamano, sci, hockey su ghiaccio e tennis tavolo.

## Storia
Il 4 settembre 1919 fu fondato il Kapfenberger Sportclub, che già nel 1922 milita nella 1. Klasse, massima categoria della Steirischen Fußball-Verband; conquista anche la coppa regionale. Con il primo trofeo della sua storia, la squadra biancorossa inizia una veloce scalata alle vette del calcio regionale e, nel 1925, disputa la finalissima per il titolo contro lo Sturm Graz. L'anno seguente ottiene il miglior piazzamento in 1. Klasse, con il 3º posto finale; nel 1941 disputa gli spareggi per l'ammissione alla Gauliga.
Gli anni della seconda guerra mondiale sono i più prolifici per i falken che, dopo aver vinto due coppe della Stiria nel 1939-1940 e 1940-1941, conquistano due titoli regionali consecutivi (1941-1942 e 1942-1943). Una nuova serie di spareggi per la promozione nella Gauliga si conclude a favore del Markersdorf/Pielach solo per differenza reti. Il periodo positivo del club prosegue anche dopo la guerra.
Il club fu rifondato il 23 marzo 1947 come Kapfenberger Sportvereinigung, con sezioni di pallamano, sci e tennis tavolo. Più tardi verrà inaugurata anche una squadra di hockey su ghiaccio, il KSV Eishockeyklub. Nel 1954 il Kapfenberger vinse il campionato di Staatsliga B, conquistando la promozione in Staatsliga A per la prima volta nella storia. Il club vinse il campionato di seconda divisione (ormai Regionalliga) anche nel 1960-1961, 1962-1963 e 1973-1974. La squadra trascorse quasi tutti gli anni ottanta in 2. Division.
Successivamente, il Kapfenberger rimase a lungo in Landesliga e Regionalliga e solo nel 2002-2003 fu nuovamente promosso in Erste Liga. Nel 2005 fu vicecampione dietro al Ried, sfiorando la promozione in Bundesliga. Nel 2006-2007 arrivò penultimo e avrebbe dovuto retrocedere in Regionalliga ma, a causa del ritiro della licenza professionistica a Grazer AK e Admira Wacker Mödling, il club poté restare in Erste Liga. L'anno seguente arrivò sorprendentemente al primo posto venendo promosso in Bundesliga con tre giornate d'anticipo.
Il 9 luglio 2008 il KSV giocò la sua prima partita nel massimo campionato nazionale da 41 anni a quella parte. Il campionato 2008-2009 è stato un susseguirsi di alti e bassi ma, con la vittoria sull'Austria Kärnten del 9 maggio 2009, i falchi hanno conquistato la matematica certezza della permanenza in Bundesliga con tre turni d'anticipo. La squadra ha concluso il campionato all'8º posto finale.
Nella stagione 2009-2010 arrivò un'altra salvezza, grazie al 9º posto finale. I bianco-rossi si confermarono in Bundesliga anche nella stagione seguente, ancora al penultimo posto. Al termine della stagione 2011-2012, chiusa al 10º posto, il club è retrocesso in Erste Liga. Nel suo primo anno in cadetteria, dopo aver occupato a lungo le posizioni di bassa classifica, ha concluso al 5º posto. La società ha deciso di assumere Kurt Russ come nuovo allenatore, dandone notizia il 5 giugno 2013.

## Colori e simbolo
I colori sociali del club sono il bianco ed il rosso.
Il simbolo caratteristico è un falco.

## Stadio
Il Kapfenberger SV gioca le partite casalinghe al Franz Fekete Stadion, inaugurato nel 1950 e capace di 12 000 spettatori.

## Palmarès

### Competizioni nazionali
- Campionato di Staatsliga B: 1

1953-1954
- Campionato di Regionalliga: 4

1960-1961, 1962-1963, 1973-1974, 2001-2002
- Campionato di Erste Liga: 1

2007-2008

### Competizioni regionali
- Campionato della Stiria: 2

1941-1942, 1942-1943
- Coppa della Stiria: 3

1921-1922, 1939-1940, 1940-1941

### Altri piazzamenti
- Coppa d'Austria:

Semifinalista: 2010-2011
- 2. Liga:

Terzo posto: 2024-2025

## Rosa 2020-2021
Aggiornata al 6 ottobre 2020
| N. |                                 | Ruolo | Calciatore             |
| -- | ------------------------------- | ----- | ---------------------- |
| 1  | Austria (bandiera)              | P     | Christopher Giuliani   |
| 2  | Austria (bandiera)              | D     | Christoph Graschi      |
| 4  | Austria (bandiera)              | C     | Mario Grgić            |
| 5  | Bosnia ed Erzegovina (bandiera) | D     | Amar Kvakić            |
| 6  | Austria (bandiera)              | D     | Martin Gschiel         |
| 7  | Bosnia ed Erzegovina (bandiera) | C     | Adin Omić              |
| 8  | Austria (bandiera)              | C     | Dino Musija            |
| 9  | Ghana (bandiera)                | A     | Paul Mensah            |
| 10 | Austria (bandiera)              | C     | David Sencar           |
| 11 | Georgia (bandiera)              | A     | Levan Eloshvili        |
| 12 | Austria (bandiera)              | P     | Franz Stolz            |
| 13 | Austria (bandiera)              | C     | Michael Wildbacher     |
| 14 | Bosnia ed Erzegovina (bandiera) | C     | Elvedin Herić          |
| 15 | Austria (bandiera)              | C     | Simon Staber           |
| 17 | Croazia (bandiera)              | D     | Mario Cetina           |
| 18 | Austria (bandiera)              | C     | Winfred Amoah          |
| 20 | Austria (bandiera)              | D     | Alexander Steinlechner |

| N. |                                 | Ruolo | Calciatore            |
| -- | ------------------------------- | ----- | --------------------- |
| 21 | Austria (bandiera)              | D     | Michael Lang          |
| 22 | Croazia (bandiera)              | C     | Leo Mikić             |
| 23 | Croazia (bandiera)              | C     | Matija Horvat         |
| 25 | Austria (bandiera)              | D     | Paul Sarac            |
| 26 | Austria (bandiera)              | P     | Sebastian Doppelhofer |
| 30 | Austria (bandiera)              | D     | Karlo Lalic           |
| 31 | Austria (bandiera)              | A     | Oliver Bacher         |
| 32 | Nigeria (bandiera)              | A     | Paul Komolafe         |
| 33 | Bosnia ed Erzegovina (bandiera) | C     | Sanel Bajrektarevic   |
| 34 | Austria (bandiera)              | A     | Marvin Hernaus        |
| 35 | Croazia (bandiera)              | C     | Davor Tomic           |
| 36 | Austria (bandiera)              | P     | Mario Zocher          |
| 37 | Austria (bandiera)              | C     | Jonas Thürschweller   |
| 38 | Austria (bandiera)              | D     | Tobias Mandler        |
| 39 | Austria (bandiera)              | C     | Lukas Macher          |
|    | Costa d'Avorio (bandiera)       | D     | Olivier N'Zi          |
|    | Costa d'Avorio (bandiera)       | C     | Sekou Sylla           |

## Rose stagioni precedenti
- 2010-2011
- 2011-2012
- 2012-2013
- 2014-2015
- 2015-2016